# Giwati
Giwati (hebr.: גבעתי) – moszaw położony w samorządzie regionu Be’er Towijja, w Dystrykcie Południowym, w Izraelu.
Leży na nadmorskiej równinie w północno-zachodniej części pustyni Negew, w otoczeniu moszawów Bet Ezra, Emunim, Azrikam, Be’er Towijja, Kefar Warburg i Massu’ot Jicchak, kibucu Niccanim, oraz wioski Ezer. Na południowy zachód i na wschód od moszawu znajdują się dwie bazy wojskowe Sił Obronnych Izraela.

## Historia
Pierwotnie w miejscu tym znajdowała się arabska wioska Bajt Daras. Na wschód od wioski Brytyjczycy wybudowali lotnisko i bazę sił powietrznych Royal Air Force nazywaną Kiryat Gnat lub Beit-Daras. Znajdował się tutaj jeden pas startowy o długości 915 metrów.
Wioska i położone przy niej lotnisko zostały zajęte przez żydowski oddział Hagany podczas wojny domowej w Mandacie Palestyny w dniu 11 maja 1948. Źródła palestyńskie podają, że podczas „bitwy o Beit Daras” doszło do masakry ludności arabskiej, w której zginęło 265 Arabów, w większości kobiet, dzieci i osób starszych.
Podczas wojny o niepodległość izraelska Brygada Giwati powstrzymała nacierające w tym regionie wojska egipskie. Arabska wioska została zniszczona, a jej mieszkańcy uciekli. Pobliskie lotnisko było wykorzystywane do celów transportowych.
Współczesny moszaw został założony w 1950 przez byłych izraelskich żołnierzy Palmach oraz żydowskich imigrantów z Egiptu. Nazwano go na cześć Brygady Giwati. W moszawie jest też pomnik oddający cześć bohaterskim żołnierzom tej brygady.

## Kultura i sport
W moszawie jest ośrodek kultury i sportu, przy którym jest boisko do piłki nożnej oraz korty tenisowe.

## Gospodarka
Gospodarka moszawu opiera się na intensywnym rolnictwie, uprawach warzyw w szklarniach, oraz hodowli bydła mlecznego, owiec i kóz.

## Komunikacja
Z moszawu w kierunku północnym wychodzi droga nr 3712 , którą dojeżdża się do moszawu Emunim i drogi nr 3711 , którą jadąc na zachód dojeżdża się do drogi ekspresowej nr 4  (Erez–Kefar Rosz ha-Nikra).